# 松果体

松果体の位置を様々な角度から眺めた動画。赤色の所（範囲）が松果体。（画像出典：Anatomography）

松果体（しょうかたい、英語: pineal body）は、脳に存在する小さな内分泌器である。松果腺 (英語: pineal gland) 、上生体 (英語: epiphysis) とも呼ばれる。脳内の中央、2つの大脳半球の間に位置し、間脳の一部である左右の視床が結合する溝にはさみ込まれている。概日リズムを調節するホルモン、メラトニンを分泌することで知られる。

## 位置
ヒトの松果体は、赤灰色でグリーンピース（8 mm）ほどの大きさである。上丘の上、視床髄条の下に位置し、左右の視床に挟まれている。松果体は視床後部の一部を構成する。
松果体は脳の中央線上に位置しており、頭蓋骨をX線で撮影すると石灰化したものが写ることがある。松果体の石灰化が起こっていた場合、X線撮影で脳の中央にあるべきものが、例えば脳腫瘍などが原因で左右に変位していないかを簡単に判断することが可能である。

## 構成
人間の松果体は松果体細胞からなる分葉状の柔組織である。表面は軟膜に覆われている。主に松果体細胞で構成されるが、そのほかに4種類の細胞がある。
松果体細胞
4本から6本程度の樹状突起を持つ多角形の細胞体からなる。メラトニンの生産と分泌を行う。特殊な鍍銀法で染色できる。
間質細胞
松果体細胞の間に位置する。
血管周囲性の食細胞
松果体には多くの毛細血管があり、血管周囲性の食細胞はそうした血管の周りにある。食細胞は抗原を提供する。
松果体ニューロン
高度な脊椎動物には松果体にニューロンが存在するが、齧歯類にはない。
ペプチド含有ニューロン状細胞
いくつかの種には、ニューロン状のペプチド含有細胞が存在する。パラ分泌を調節する機能があると考えられる。
松果体は上頚神経節から交感神経支配を受ける。蝶口蓋動脈と耳神経節からの副交感神経支配もある。さらに、いくつかの神経線維が松果体の軸を貫いている（中央の神経支配）。神経ペプチドPACAPを含む神経線維によって、三叉神経節のニューロンによる支配も受ける。
ヒトの松果体の胞には、脳砂と呼ばれる砂のような物質が含まれる。化学的には、リン酸カルシウム、炭酸カルシウム、リン酸アンモニウムからなる。
最近では、方解石の沈殿物も報告されている。

## 動物の進化における松果体
発生過程を見れば、松果体は頭頂眼と源を一にする器官である。まず頭頂眼について説明する。
脊椎動物の祖先は水中を生息圏として中枢神経系を源とする視覚を得る感覚器に外側眼と頭頂眼を備えていた。外側眼は頭部左右の2つであり現在の通常の脊椎動物の両眼にあたる。頭頂眼は頭部の上部に位置していた。初期の脊椎動物の祖先は頭部の中枢神経系で、つまり今では脳に相当する部分に隣接して存在したこれら左右と頂部の視覚器官を用いて皮膚などを透かして外界を感知していたが、皮膚の透明度が失われたり強固な頭骨が発達するのに応じて外側眼は体表面側へと移動した。また、外側眼が明暗を感知するだけの原始的なものから鮮明な像を感知できるまで次第に高度化したのに対して、頭頂眼はほとんど大きな変化を起こさず、明暗を感知する程度の能力にとどまり、位置も大脳に付随したままでいた。やがて原因は不明ながら三畳紀を境にこの頭頂眼は退化してほとんどの種では消失してしまった。現在の脊椎動物ではヤツメウナギ類やカナヘビといったトカゲ類の一部でのみこの頭頂眼の存在が見出せる。
受精後に胚から成長する過程である動物の発生過程では、動物共通の形態の変化が見られるが、この過程で頭頂眼となる眼の元は間脳胞から上方へと伸び上がる。この「眼の元」は元々は左右2つが並んで存在するが、狭い間脳胞に生じたこれらはやがて前後に並んで成長する。2つあるうちの片方が松果体となり、残る片方はある種の爬虫類では頭頂眼となるかまたはほとんどの種では消失してしまう。

## 脊椎動物における松果体
脊椎動物の中には、松果体細胞が目の光受容器細胞に似ている動物がある。松果体細胞は進化において網膜の細胞と起源を同じくすると考える進化生物学者もいる。
脊椎動物には、光にさらされると松果体で酵素、ホルモン、ニューロン受容体に連鎖反応が起きるものがあり、この反応が概日リズムの規則化を起こしていると考えられる。
ヒトなどの哺乳類では、概日リズムの機能は網膜視床下部によって行われ、視床下部視交叉上核の中にリズムが伝えられる。人工的な光にさらされると、視交叉上核の時計に影響が起こる。哺乳類の皮膚で合成されるオプシン関連の受光機能については、現在論争中である。松果体が磁力感知の機能を持っている動物がいるとする研究もある。
鳥類の1種ニワトリの松果体には、ヒトの網膜などで見られる光の感知に関与するロドプシンに似た、ピノプシンと言うオプシンの1種が見つかっている。また、スズメの頭骨は薄いため、スズメの松果体には太陽光が直接届いており、スズメの概日リズムに関与していることが知られている。
この他、現在のヤツメウナギやムカシトカゲなどに見られるように、脊椎動物（または脊索動物）には松果体の近くに頭孔を持つものがいる。

## 機能
松果体は虫垂のように、大きな器官の痕跡器官と考えられていた。松果体にメラトニンの生成機能があり、概日リズムを制御していることを科学者が発見したのは1960年代である。メラトニンはアミノ酸の1種トリプトファンから合成されるもので、中枢神経系では概日リズム以外の機能もある。メラトニンの生産は、光の暗さによって刺激され、明るさによって抑制される。
網膜は光を検出し、視交叉上核（SCN）に直接信号を伝える。神経線維はSCNから室傍核（PVN）に信号を伝え、室傍核は周期的な信号を脊髄に伝え、交感システムを経由して上頚神経節（SCG）に伝える。そこから松果体に信号が伝わる。
松果体は子供では大きいのに対して、思春期になると縮小し、メラトニンの生合成量も減少する。性機能の発達の調節、冬眠、新陳代謝、季節による繁殖に大きな役割を果たしているようである。子供の豊富なメラトニンの量は性成熟を抑制していると考えられ、小児に発生した松果体腫瘍は性的な早熟をもたらす。また、松果体腫瘍が発生すると、年齢に関係なく中脳水道を狭窄させるせいで水頭症の原因になる他、パリノー症候群と呼ばれる眼球の運動障害が現れる。なお、松果体腫瘍とは違って、松果体の石灰化はヒトの成体においてよく見られる変化である。16歳を過ぎた頃から、松果体にはカルシウムやマグネシウムが盛んに沈着するようになり、やがて石灰化して、X線撮影をすると骨と同じように容易に見えるようになる。
松果体の細胞構造は、脊索動物の網膜の細胞と進化的な類似があるように見える。
現在の鳥類や爬虫類では、松果体で光シグナルを伝達する感光色素メラノプシンの発現が見られる。鳥類の松果体は哺乳類の視交叉上核の役割を果たしていると考えられる。
齧歯類の研究によれば、松果体においてコカインなどの薬物乱用や、
フルオキセチン（プロザック）のような抗うつ薬による行動に影響を与え、
ニューロンの感受性の規則化に貢献しているようである。

## 哲学との関連
松果体が内分泌器であることが分かったのは、比較的最近である。脳内の奥深くにあることから、哲学者は松果体には重要な機能があると考えていた。松果体の存在は神秘なものとされた。
デカルトはこの世界には物質と精神という根本的に異なる2つの実体があるとし（現代の哲学者たちの間ではこうした考え方は実体二元論と呼ばれている）、その両者が松果体を通じて相互作用するとした。デカルトは松果体の研究に時間を費やし、そこを「魂のありか」と呼んだ。これは松果体が人間の脳の中で左右に分かれていない唯一の器官であると信じていたためであるが、この観察は正確ではない。顕微鏡下では、松果体が2つの大脳半球に分かれているのが観察できる。松果体に関するほかの理論としては、流体を放出するバルブとして働いているというものがあった。手を頭に当てて思索を行うと、そのバルブを開くことができると考えられていた。
松果体は、ヨーガにおける6番目のチャクラ（アージュニャーまたは第3の目）、または7番目のチャクラ（サハスラーラ）と結び付けられることもある。松果体は眠っている器官であり、目覚めるとテレパシーが使えるようになると信じる人もいる。
ディスコーディアニズム（en:Discordianism）と松果体の関係は（よく分からないが）重要である。ディスコーディアニズムは、カリフォルニアのサイケデリック文化を基とするパロディ宗教で、教義はパラドックスに満ちている。
ニューエイジ運動の初期の指導者であるアリス・ベイリーのような作家は、精神的な世界観において「松果体の目」を重要な要素としている（アリス・ベイリーの『ホワイトマジック』を参照）。
「松果体の目」という観念は、フランスの作家ジョルジュ・バタイユの哲学でも重要なものである。批評家ドゥニ・オリエはla Prise de la Concordeの中で、バタイユは「松果体の目」の概念を西洋の合理性における盲点への参照として使っていると論じている。

## 画廊

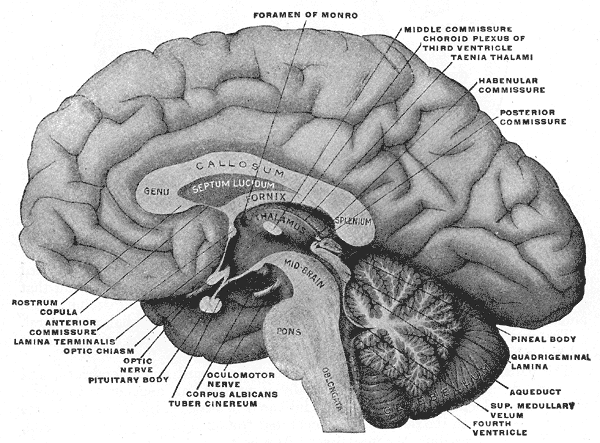
Mesal aspect of a brain sectioned in the median sagittal plane
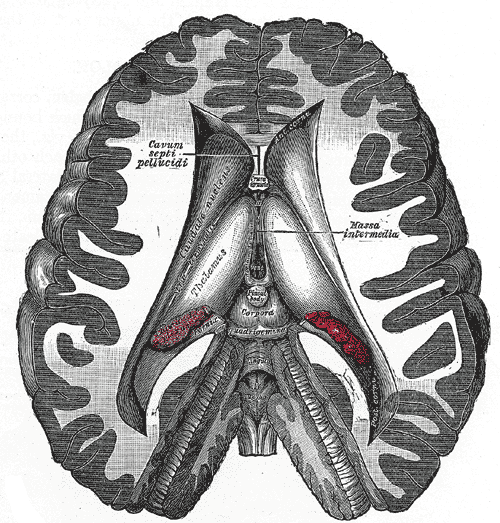
Dissection showing the ventricles of the brain
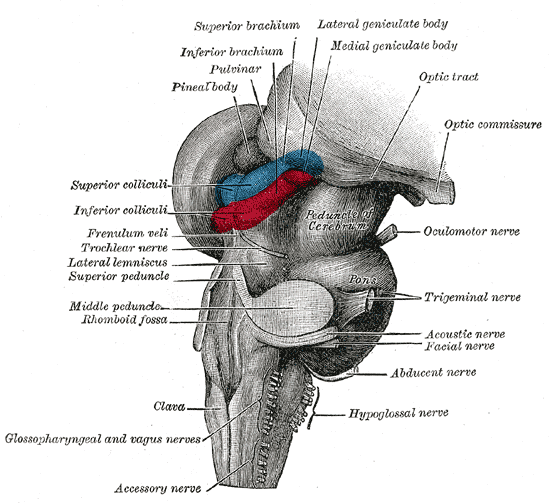
Hind- and mid-brains; antero-lateral view
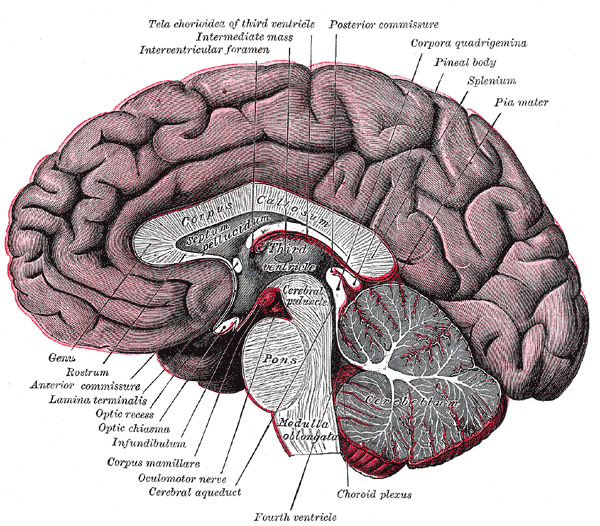
Median sagittal section of brain
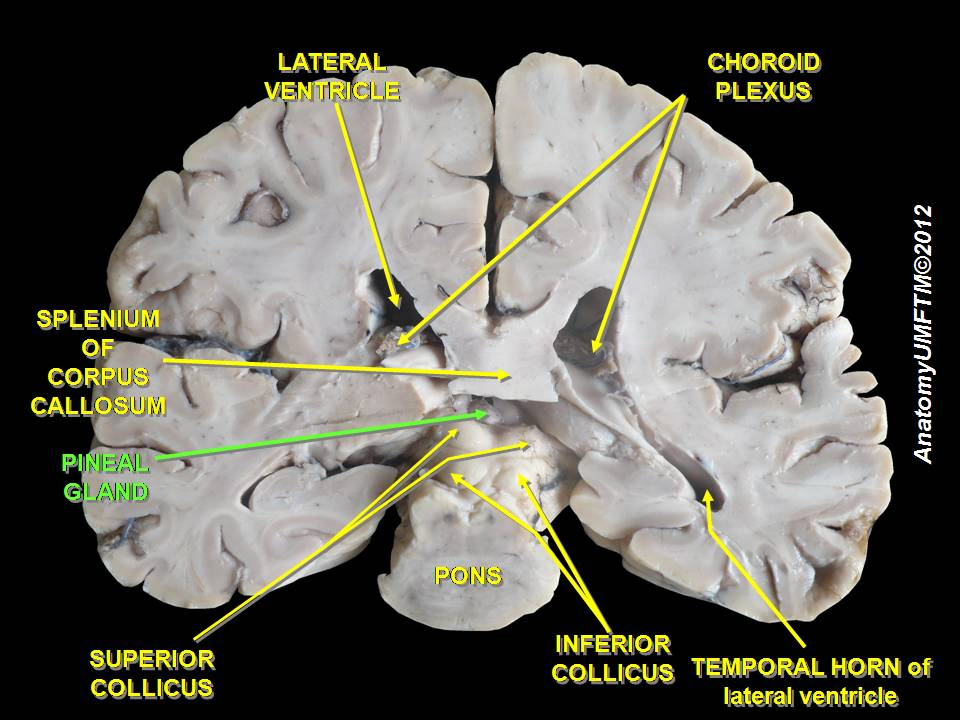
Pineal gland
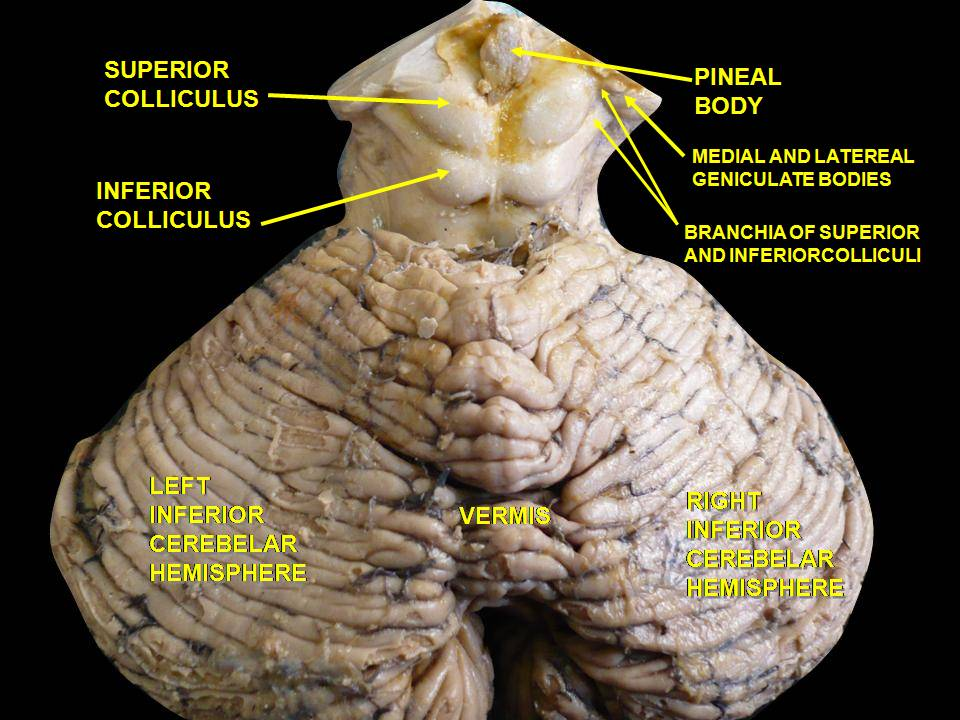
Brainstem; posterior view